# Les Enfants terribles (film)
Les Enfants terribles is een Franse dramafilm uit 1950 onder regie van Jean-Pierre Melville. Het scenario is gebaseerd op de gelijknamige roman uit 1929 van Jean Cocteau.

## Verhaal
Paul raakt gewond tijdens een sneeuwballengevecht. Hij moet in bed blijven en hij wordt verzorgd door zijn zus Élisabeth. Ze brengt Agathe mee naar huis en Paul wordt meteen verliefd op haar. Élisabeth wordt erg jaloers.

## Rolverdeling
| Acteur            | Personage         |
| ----------------- | ----------------- |
| Nicole Stéphane   | Élisabeth         |
| Édouard Dermithe  | Paul              |
| Renée Cosima      | Dargelos / Agathe |
| Jacques Bernard   | Gérard            |
| Melvyn Martin     | Michaël           |
| Maria Cyliakus    | Moeder            |
| Jean-Marie Robain | Directeur         |
| Maurice Revel     | Arts              |
| Rachel Devirys    |                   |
| Adeline Aucoc     | Mariette          |
| Émile Mathys      | Onderdirecteur    |
| Roger Gaillard    | Oom van Gérard    |
| Jean Cocteau      | Verteller         |